# Мансилья, Уго Сельсо Фелипе
Уго Сельсо Фелипе Мансилья Феррет (исп. Hugo Celso Felipe Mansilla Ferret; род. 17 ноября 1942, Буэнос-Айрес, Аргентина), более известный как У. С. Ф. Мансилья (H.C.F. Mansilla) — философ и политолог, имеющий боливийское и аргентинское гражданство.

## Образование
После окончания средней школы в Ла-Пасе он отправился в Германию, чтобы продолжить университетское образование. Он изучал политологию и философию в Свободном университете Берлина, где в 1973 году получил докторскую степень по философии с отличием (magna cum laude), а в 1976 году — степень venia Legendi (допуск на должность полного профессора политологии для немецкой университетской системы). Член-корреспондент Королевской академии испанского языка с 1987 года, действительный член Боливийской академии наук и Боливийской академии языка. Он был приглашённым профессором в университетах Германии, Австралии, Испании, Швейцарии и Нигерии.

## Теория
Как социальный философ У. С. Ф. Мансилья разработал критическую теорию модернизации, которая представляет собой попытку применить критическую теорию общества, исходящую от Франкфуртской школы и одного из её основателей Теодора Адорно, к реальности стран так называемого «третьего мира» с размышлениями об окружающей среде и критикой политической культуры авторитаризма. Его теория исследует связи между нормативными целями развития, сложной коллективной идентичностью и моделями самопонимания, разработанными самими интеллектуалами Глобального Юга.
По мнению Мансильи, большинство усилий по модернизации в странах третьего мира можно рассматривать как неудачную имитацию западных парадигм. Возрождение коренных и нативистских идеологий и практик будет иметь декоративно-идеологическую функцию. Мансилья, опубликовавший также книгу по критической теории власти на немецком языке, является одним из немногих интеллектуалов в Латинской Америке, которые придерживаются скептического мнения о явлениях модернизации и глобализации, а также о постмодернистских течениях.

## Сочинения
Он опубликовал около 50 книг и более 300 статей по журналам более чем 20 стран. Его книги издавались в Германии, Испании и странах Латинской Америки. Он также является автором некоторых художественных произведений, опубликованных в Боливии.

### Эссе
- Introducción a la teoría crítica de la sociedad [Введение в критическую теорию общества], Barcelona: Seix Barral 1970.
- Faschismus und eindimensione Gesellschaft [Фашизм и одномерное общество], Neuwied / Berlin: Luchterhand 1971.
- Entwicklung als Nachahmung. Vorarbeiten zu einer kritischen Theorie der Modernisierung [Развитие как имитация. Пролог к критической теории модернизации], Meisenheim: Hain 1978.
- Nationale Identität, gesellschaftliche Wahrnehmung natürlicher Ressourcen und ökologische Issuee in Bolivien [Национальная идентичность, социальное восприятие природных ресурсов и экологических проблем в Боливии], Munich: Fink 1985.
- Die Trugbilder der Entwicklung in der Dritten Welt. Elemente einer kritischen Theorie der Modernisierung [Вводящие в заблуждение образы развития стран третьего мира. Элементы критической теории модернизации], Paderborn / Zúrich / Viena: Schöningh 1986.
- Los tortuosos caminos de la modernidad. América Latina entre la tradición y el postmodernismo [Извилистые пути современности. Латинская Америка между традицией и постмодернизмом], La Paz: CEBEM 1992.
- Ursachen und Folgen politischer Gewalt in Kolumbien und Peru [Причины и последствия политического насилия в Колумбии и Перу], Frankfurt: Vervuert 1993.
- Harmoniebedürfnis und Verewigung von Herrschaft. Elemente einer kritischen Theorie der Macht [Потребность в гармонии и увековечении политического доминирования. Элементы критической теории власти], Hamburg / Münster: LIT 1994.
- Tradición autoritaria y modernización imitativa. Dilemas de la identidad colectiva en América Latina [Авторитарная традиция и имитационная модернизация. Дилеммы коллективной идентичности в Латинской Америке], La Paz: Plural / Caraspas 1997.
- Tradición, modernidad y postmodernidad [Традиция, современность и постмодерн], Caracas: CIPOST / UCV 1999.
- La difícil convivencia. Diálogos sobre la conformación de una sociedad razonable [Трудное сосуществование. Диалоги о формировании разумного общества], La Paz: Caraspas 2000.
- Zur Theorie der dauerhaften Entwicklung in Lateinamerika [Теория устойчивого развития в Латинской Америке], Eichstätt: Katholische Universität Eichstätt 2000.
- El carácter conservador de la nación boliviana [Консервативный характер боливийской нации], Santa Cruz: El País, 2003.
- Aspectos rescatables del mundo premoderno [Спасательные аспекты досовременного мира], Santa Cruz: El País 2007.
- Problemas de la autonomía en el Oriente Boliviano. La ideología de la Nación Camba en el espejo de las fuentes documentales, Santa Cruz: El País 2007.
- Teoría crítica, medio ambiente y autoritarismo. La modernización y sus dilemas. Los diez mejores ensayos del autor [Критическая теория, окружающая среда и авторитаризм. Модернизация и её дилеммы. Десять лучших эссе автора], Santa Cruz: El País 2008.
- Memorias razonadas de un escritor perplejo [Аргументированные мемуары растерянного писателя], Santa Cruz: El País 2009.

### Романы
- Лабиринт разочарований (Laberinto de desilusiones), 1983.
- Утопия совершенства (La utopía de la perfección), 1984.
- Opandamoiral, 1992.
- Советники королей (Consejeros de reyes), 1993.